# Lípa v Kovosvitu
Lípa v Kovosvitu je památný strom u obce Holoubkov severovýchodně od Rokycan. Lípa malolistá (Tilia cordata) roste východně od Holoubkovského rybníka nad areálem firmy Weiler na soukromém pozemku v nadmořské výšce 425 m. Obvod jejího kmene měří 320 cm a výška stromu dosahuje 20 m (měření 1985). Chráněna je od roku 1985 pro svůj vzrůst a jako krajinná dominanta.